# Samo (sovrano)
Samo (... – tra il 658 e il 660) è stato il primo capo delle tribù slave di cui conosciamo il nome.
Mercante e forse diplomatico franco, fra il 623 e il 624 creò in Europa Centrale il cosiddetto Regno di Samo, una sorta di unione sovra-tribale di discussa localizzazione, che probabilmente comprendeva le odierne Moravia, Slovacchia sud-occidentale, Bassa Austria e forse l'antica regione della Carantania (approssimativamente Alta Carinzia, Tirolo Orientale, Stiria e Carinzia slovena), anche se c'è chi sostiene che si trovasse esclusivamente a sud del Danubio. Più tardi, arrivò forse ad inglobare anche la Boemia, la Sorabia o Sorbia (corrispondente in parte all'attuale Lusazia). Il "regno", con ogni probabilità, non sopravvisse al suo fondatore.

## Fonti primarie

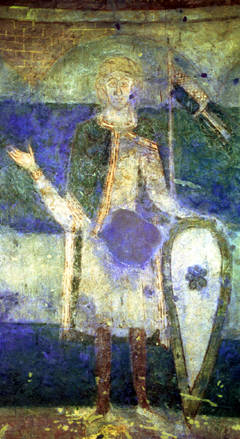
Affresco presumibilmente rappresentante Samo, all'interno della Rotonda di Santa Caterina a Znojmo.

Le fonti su Samo ed il suo impero sono assai scarse. L'unica fonte contemporanea dove ne troviamo traccia è la Cronaca di Fredegario, dove, nella seconda parte, si narra della storia dei Franchi fra il 584 ed il 642-643, seppur con qualche omissione. Si tratta tuttavia di una fonte che riporta i fatti storici essenzialmente dal punto di vista franco e basata spesso su testimonianze indirette. Tutte le altre fonti sono derivate da Fredegario, assai più recenti e per questo considerate meno attendibili. Fra queste le Gesta Dagoberti, scritte negli anni '30 del IX secolo, provenienti dall'abbazia di Saint-Denis (Parigi) e, soprattutto, la Conversio Bagoariorum et Carantanorum, redatta fra l'871 e l'872 a Salisburgo, allora il centro del Clero bavarese. Anche questa fonte, come è facilmente intuibile, è assai tendenziosa.

## Provenienza di Samo
Nella Cronaca di Fredegario viene nominato un «homo quidam, nomen Samo, natione Francus, de pago Sennonago» ("un certo uomo di nome Samo, di stirpe franca, [proveniente] dal villaggio/distretto di Sennonago"), frase suscettibile di diverse traduzioni ed interpretazioni. Oggi è perlopiù accettato che "Sennonago" si riferisca all'odierna città francese di Sens, a sud-est di Parigi. Il nome "Samo" sarebbe quindi di origine celtica, dal nome della tribù dei Senoni, e Samo stesso, quindi, di etnia galloromana, vale a dire abitante romanizzato della ex provincia romana della Gallia, che nel VII secolo costituiva il cuore del regno franco. Altre interpretazioni identificano "Sennonago" con Soignies (Belgio) o con Saalegau (Germania). Il nome di quest'ultimo toponimo deriva dal fiume Saale, che nasce in Franconia, e da gau, antica suddivisione germanica del territorio. Infatti, con natione Francus nel VII secolo si definivano, secondo alcune fonti, in generale gli abitanti del multietnico regno dei Franchi. Secondarie sembrano oggi le altre numerose ipotesi, come quelle che vedono Samo, in contrasto con la Cronaca di Fredegario, come uno slavo, soprattutto sulla base della Conversio Bagoariorum et Carantanorum che lo considera un mercante della Carantania. A sostegno di ciò, si sostiene che la parola "Samo" designi un antico titolo nobiliare slavo, in particolare "signore" o "autocrate", dal momento che, nelle lingue slave, sam, samo- significano "solo". Ci sono anche visioni più datate, secondo le quali "Samo" sarebbe un'abbreviazione del nome slavo "Samoslav", o una derivazione dall'ebraico "Samuel". L'ipotesi dell'origine celtica resta però la più accreditata.

## L'ascesa di Samo

### La ribellione

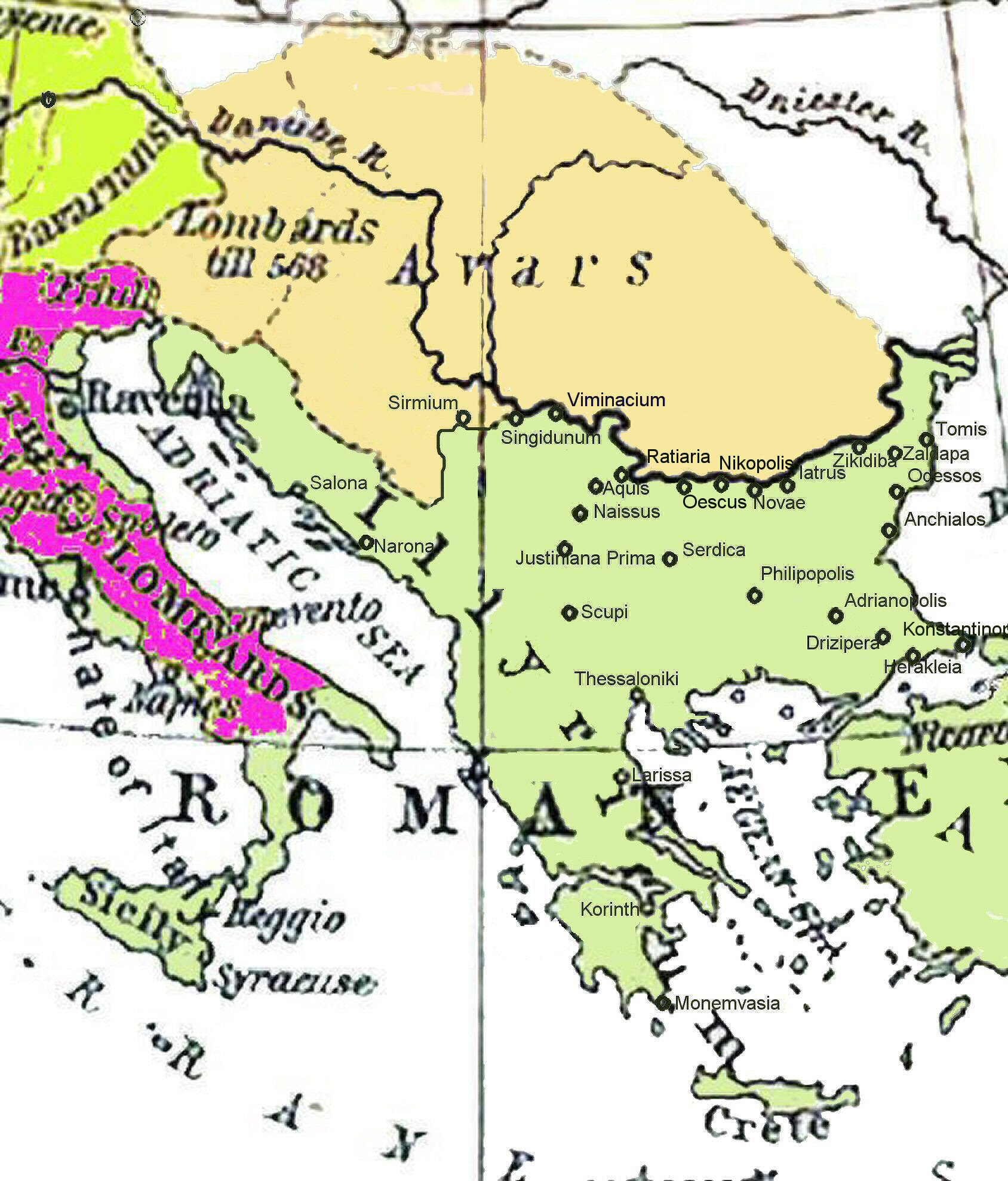
La locazione del Khanato degli Avari verso il 600.

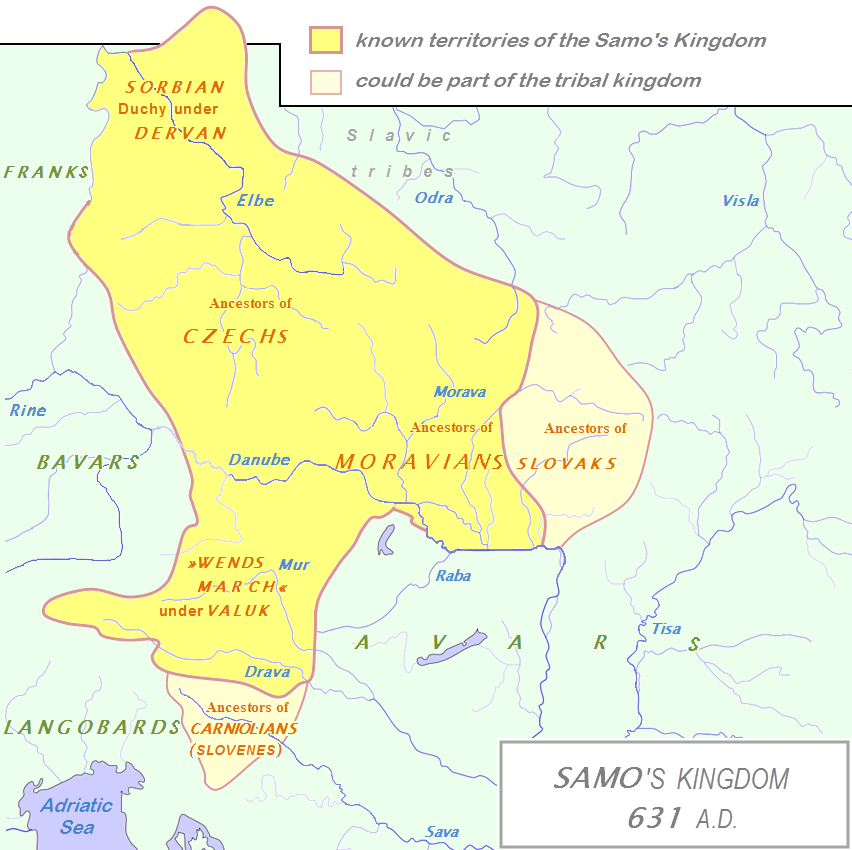
Ipotetica estensione del regno di Samo

Il testo della Cronaca di Fredegario prende avvio dagli anni 623-624, durante il quarantesimo anno di regno del re franco Clotario II. In questi anni il negotians (mercante o negoziatore) Samo, assieme ad altri compagni, intraprese un viaggio d'affari «in Sclavos, cognomento Winidos» («presso gli Slavi detti Venedi»). Nonostante il divieto dell'autorità franca, Samo, così come molti altri mercanti dalle Gallie, organizzava carovane commerciali, soprattutto per fornire armi agli Slavi. Le "carovane" a quei tempi, erano ben fornite e protette anche militarmente da soldati armati, poiché i viaggi in terre straniere, soprattutto se carichi di merci di valore, erano assai pericolosi. Secondo alcune fonti non completamente attendibili, Samo era addirittura un mercante di schiavi, che ricercava fra gli Slavi nuove "merci".
In questi anni gli Slavi stavano dando avvio ad una ribellione contro il dominio avaro. Le ragioni erano, secondo le fonti, principalmente l'obbligo di militare nelle prime file dell'esercito avaro, di versare un alto tributo e gli stupri sistematici delle donne slave perpetrati quando, ogni anno, gli Avari passavano l'inverno presso gli Slavi. I ribelli, quindi, non erano veri e propri Slavi, bensì meticci avaro-slavi, di madre slava e padre avaro. La ribellione scoppiò proprio mentre gli Avari, assieme ai Persiani Sasanidi e con l'ausilio di forze di Slavi meridionali, si preparavano all'invasione di Costantinopoli nell'anno 623 e forse tale rivolta dovette il suo successo proprio a questa circostanza. Gli Avari, dal canto loro, subirono una sconfitta a Costantinopoli nel 626, il che diede avvio ad una seconda ribellione.
Samo, assieme agli altri mercanti, prese parte alla lotta, inevitabilmente a fianco degli Slavi e la sua «capacità militare» fu, secondo la Cronaca di Fredegario, decisiva per la vittoria slava. Per gli storici questo passo può indicare tanto che il contributo di Samo sia stato "diretto" (in quanto buon combattente e/o comandante o in quanto la scorta militare della sua carovana si sia rivelata fondamentale nei combattimenti), quanto che il suo aiuto sia consistito, più indirettamente, in forniture di armi e nello stabilire contatti con il re franco. Se, come sembra, Samo prese il potere durante la prima ribellione del 623-624, il suo potere fu senza dubbio consolidato durante quella del 626, a seguito della sconfitta avara a Costantinopoli. In ogni modo Samo fu proclamato rex dagli Slavi. Alcuni storici propongono il titolo di "comandante" o "principe". Rex era, oltretutto, lo stesso titolo che portava il sovrano dei Franchi. Esistono però altre ipotesi più o meno probabili circa l'ascesa al potere di Samo. Così non è da escudere, che fosse stato mandato presso gli Slavi proprio da Dagoberto I, figlio di Clotario II, a quel tempo nominato dal padre principe dell'Austrasia. Lo scopo di una tale azione, sarebbe stato quello di frapporre un ulteriore potere fra gli Avari e il regno franco, così da potersi meglio difendere da aggressioni avare. Altri, al contrario, vedono in Samo un "candidato di compromesso", attorno al quale i vari capi slavi si sarebbero potuti unire. La scelta sarebbe infatti ricaduta su di uno straniero, onde evitare di opporre così i capi slavi uno all'altro (un po' come accadrà con la figura del podestà nella realtà comunale italiana).

### Samo regnante
Samo si adattò rapidamente al nuovo contesto culturale in cui si ritrovò, così diverso da quello franco. Nella Cronaca di Fredegario si riporta che Samo ebbe ben 12 mogli slave, con le quali generò 22 figli e 15 figlie. A detta di alcuni storici, si trattava di donne provenienti dalle famiglie a capo delle diverse tribù su cui Samo regnava, quindi di "matrimoni politici" che avrebbero portato così all'unione delle dodici stirpi sotto uno stesso individuo. Tuttavia, considerando i molteplici significati assegnati al numero dodici dalla simbologia numerica medievale, tale dato non è da considerare completamente affidabile. Sotto il comando di Samo gli Slavi avrebbero poi condotto altre guerre vittoriose contro gli Avari.

Per il resto, la Cronaca di Fredegario ci informa sul regno di Samo solo in ragione delle sue relazioni con i Franchi. Così, viene indicato che i territori liberati dalla presenza avara furono visitati da altri mercanti franchi. Questo deve aver alquanto allarmato ed infastidito le popolazioni slave, le quali, nel 631-632, derubarono e uccisero un gruppo di mercanti. A seguito di ciò, Dagoberto mandò ambasciatori nel regno di Samo, pretendendo un risarcimento per le morti e per il furto subito a danno dei franchi. Tale occasione, infatti, costituì per Dagoberto un pretesto per avviare una più intensa "politica orientale", e comunque, proteggere gli interessi franchi anche all'interno di una sfera d'influenza straniera, era uno dei compiti del re. Le negoziazioni diplomatiche, condotte da un rappresentante di Dagoberto (Sichario o Sicario), non portarono ad alcun esito:
(Cronaca di Fredegario, IV, 68.)
Al precipitare della situazione, Dagoberto decise di guidare, in quello stesso anno, con l'aiuto di popoli alleati, una campagna contro Samo. Gli Alamanni, sotto la guida di Crodoberto, attaccarono i confini del regno di Samo. I Longobardi friulani irruppero nel regno probabilmente da sud e occuparono la "regio Zellia", probabilmente l'odierna Gailtal, in Carinzia. Il comandante delle truppe d'Austrasia (forse lo stesso Dagoberto) doveva penetrare nel cuore del regno. Tuttavia, i tre comandanti non riuscirono a riunirsi e, mentre i primi due rientrarono vittoriosi con diversi prigionieri al seguito, le truppe franche d'Austrasia, dopo tre giorni d'assedio infruttuoso a Wogastisburg (la cui localizzazione rimane ignota), subirono una pesante sconfitta. I restanti guerrieri di Dagoberto furono costretti a fuggire, abbandonando tutte le armi e le tende sul posto. Fallì così il tentativo di rovesciare Samo.

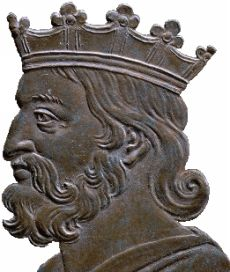
Ritratto di Dagoberto I ad opera di Jean Dassier (1676–1763).

Subito dopo, gli Slavi intrapresero, sotto la guida di Samo, numerose incursioni in Turingia (resasi indipendente approfittando della debolezza di Dagoberto) e nella parte orientale del Regno franco. Inoltre, Dervan (Drvan), un sovrano (di discussa storicità) dei Sorbi insediatosi fra l'Elba e la Saale che fino ad allora si trovava sotto l'influenza dei Franchi, si unì a Samo.
(Cronaca di Fredegario, IV, 68.)
Questa è la prima fonte attestata che testimoni la presenza di Slavi a nord dei Monti Metalliferi. Sulla base di queste notizie, viene dedotto da molti storici che a quel tempo anche la Boemia occidentale e i territori della cosiddetta "Bavaria slavica" (Baviera centro-orientale) facessero parte del regno di Samo. Altri ritengono invece che Dervan stesse attraversando le terre al confine fra il Regno Franco e quello di Samo per condurre il proprio popolo verso i Balcani, dove, secondo il De Administrando Imperio, una parte dei Sorbi (o Serbi bianchi) si stava dirigendo, su invito dell'Imperatore Eraclio I. Non ci sarebbe quindi stata, secondo quest'ipotesi, alcuna acquisizione territoriale, bensì una temporanea unione "slava" delle popolazioni sorbe di passaggio con quelle sotto la guida di Samo.
Gli slavi intrapresero poi altre scorrerie nel Regno franco, costringendo Dagoberto a prendere provvedimenti per potersi difendere. Così nominò, nel 633, suo figlio Sigeberto re d'Austrasia, sotto la custodia del vescovo Cuniberto di Colonia (Sigeberto non aveva neanche tre anni).
Non abbiamo altre indicazioni su Samo e il suo regno, quindi è probabile che fino alla sua morte non si siano avuti altri conflitti degni di nota fra i Franchi e Samo. Dalla durata del suo regno, che, stando alle fonti, durò 35 anni, possiamo dedurre che Samo morì attorno al 658.

### In italiano
- Lech Leciejewicz, Gli slavi occidentali: origini delle società e delle culture feudali. Spoleto: Centro italiano di studi sull'alto medioevo, 1991

### In inglese
- Florin Curta, The Making of the Slavs: History and Archaeology of the Lower Danube Region, c. 500–700. Cambridge: Cambridge University Press, 2001. ISBN 0-521-80202-4.

### In tedesco
- Hansjürgen Brachmann, Als aber die Austrasier das castrum Wogastisburc belagerten (Fredegar IV 68). Onomastica Slavogermania 19. Abhandl. Sächs. Akademie Wiss. Leipzig. Philologisch-historische Klasse 73 Hf. 2. Berlin 1988, 17–33.
- Sebastian Brather: Archäologie der westlichen Slawen. Siedlung, Wirtschaft und Gesellschaft im früh- und hochmittelalterlichen Ostmitteleuropa. Ergänzungsbände zum Reallexikon der Germanischen Altertumskunde 30. Berlin u.a. 2001, 122. ISBN 3-11-017061-2
- Manfred Eggers, Samo – „Der erste König der Slawen“. Eine kritische Forschungsübersicht. In: Bohemia. Zeitschrift für Geschichte und Kultur der böhmischen Länder. Oldenbourg, München/Wien 42.2001, S. 62–83. ISSN 0523-8587 (WC · ACNP) (Le tesi di Eggers sostenute qui ed in altre pubblicazioni sono altamente criticate e sono state essenzialmente abbandonate dalla critica successiva)
- Wolfgang H. Fritze, Untersuchungen zur frühslawischen und frühfränkischen Geschichte bis ins 7. Jahrhundert. Saggio del 1952, Europäische Hochschulschriften. Reihe 3. Geschichte und ihre Hilfswissenschaften. Bd 581. Frankfurt am Main 1994. ISBN 3-631-46669-2
- Bruno Krusch (Hrsg.), Fredegarii et aliorum Chronica. Vitae sanctorum (La cronaca del cosiddetto Fredegario). Monumenta Germaniae Historica. Scriptores. Hahn, Hannover 1888, 1956 (Nachdr.), Wissenschaftliche Buchgesellschaft, Darmstadt 1984. ISBN 3-534-01414-6
- Walter Pohl, Die Awaren. Ein Steppenvolk in Mitteleuropa 567–822 n. Chr. Reihe „Frühe Völker“. 2. aktual. Aufl., München 2002, S. 56–61. ISBN 3-406-48969-9.
- Walter Pohl, Samo. In: Lexikon des Mittelalters. Bd. 7. München 1995, Sp. 1342f. ISBN 3-7608-8907-7.
- Ralph Pöllath, Karolingerzeitliche Gräberfelder in Nordostbayern. Eine archäologisch-historische Interpretation mit der Vorlage der Ausgrabungen von K. Schwarz in Weismain und Thurnau-Alladorf. München 2002. ISBN 3-934207-01-4

### In ceco
- Michal Lutovský, Naďa Profantová: Sámova říše. Praha 1995.
- Michal Lutovský: Encyklopedie slovanské archeologie v Čechách, na Moravě a ve Slezsku. Praha 2001. (Alle voci "Sámo" e "Sámova říše" p. 291, nonché "Wogastisburg" p. 365) ISBN 80-7277-054-3.
- Magdaléna Beranová:  Slované. Praha 2000 (seconda edizione rivista) ISBN 80-7277-022-5.

### In slovacco
- Alexander Avenarius, Samova ríša a Slovensko. Súčasný stav poznania. In: Nitra v slovenských dejinách. Martin, Bratislava 2002. ISBN 80-7090-625-1
- Tatiana Štefanovičová, Najstaršie dejiny Bratislavy. Bratislava 1993. ISBN 80-85331-07-1.
- Tatiana Štefanovičová, Osudy starých Slovanov. Bratislava 1989.
- Matúš Kučera, Stredoveké Slovensko. Cesta dejinami, Bratislava 2002. ISBN 80-8046-217-8.
- Veronika Plachá, Jana Hlavicová, Devín. Slávny svedok našej minulosti. Perfekt, Bratislava 2003. ISBN 80-8046-231-3.

### In polacco
- Gerard Labuda, Pierwsze państwo słowiańskie – państwo Samona. Księg. Akad. 1949

### In sloveno
- Jozko Šavli, Karantanija, Editorial Humar, Nova Gorica, 2007.